# Agyrta superba
Agyrta superba är en fjärilsart som beskrevs av Druce 1884. Agyrta superba ingår i släktet Agyrta och familjen björnspinnare. Inga underarter finns listade i Catalogue of Life.